# Drepanocentron palawanicum
Drepanocentron palawanicum är en nattsländeart som beskrevs av Wolfram Mey 1998. Drepanocentron palawanicum ingår i släktet Drepanocentron och familjen Xiphocentronidae. Inga underarter finns listade i Catalogue of Life.